# 가와노 다카시
가와노 다카시(일본어: 河野 貴志, 1996년 6월 17일~)는 일본의 축구 선수이다.

## 구단 경력
그는 2019년 J3리그의 기라반츠 기타큐슈에 입단했다. 2019년 J3리그 우승으로 J2리그로 승격했다. 2021년후 J3리그에 강등했다. 2023년 J2리그의 블라우블리츠 아키타로 이적했다. 2024년까지 77경기에 출전하여, 5득점을 넣었다. 2025년 제프 유나이티드 지바로 이적했다.